# Articolo V della Costituzione degli Stati Uniti d'America
L'Articolo V della Costituzione degli Stati Uniti d'America descrive il processo attraverso il quale la Costituzione, la legge fondamentale dello Stato, può essere modificata. Ai sensi dell'Articolo V, il processo di modifica della Costituzione consiste nella proposta di un emendamento o più emendamenti e nella successiva ratifica.

## Contenuto

### Ratifica degli emendamenti
Secondo l'Articolo V gli emendamenti possono essere proposti sia dal Congresso degli Stati Uniti con 2⁄3 dei voti alla Camera dei rappresentanti e al Senato o da una convenzione costituzionale autorizzata dai 2⁄3 delle legislature degli Stati federati degli Stati Uniti d'America. Dopo aver superato questo passaggio, per entrare a far parte della Costituzione, un emendamento deve quindi essere ratificato da 3⁄4 delle legislature degli Stati federati; in alternativa da 3⁄4 delle convenzioni di ratifica autorizzate dagli Stati, un processo finora utilizzato una sola volta nella storia degli Stati Uniti, con la ratifica del XXI emendamento della Costituzione degli Stati Uniti d'America nel 1933. Il voto di ciascuno Stato, nel ratificare o respingere un emendamento proposto, ha lo stesso peso, indipendentemente dalla sua demografia o  dal tempo trascorso in quanto parte dell'Unione.

### Limiti temporali
L'Articolo V tace riguardo a eventuali limiti temporali per la ratifica degli emendamenti proposti, seppure la maggior parte degli emendamenti proposti dal 1917 ha sempre avuto un limite temporale per la ratifica. Gli studiosi del diritto costituzionale statunitense generalmente concordano sul fatto che il processo di modifica dell'Articolo V possa essere esso stesso modificato con le procedure stabilite nell'Articolo V, ma c'è disaccordo riguardo a se l'Articolo V sia l'unico mezzo per modificare la Costituzione.
L'Articolo V, oltre a definire le modalità di modifica della Costituzione, esenta dalla modifica tre clausole dell'Articolo I della Costituzione, due in Sezione 9 e una in Sezione 3. Alla Sezione 9, la clausola che vieta di proibire lo schiavismo prima dell'anno 1808 viene rafforzata, mentre l'Articolo V applica lo stesso limite temporale del 1808 (non specificato nell'Articolo I) alla clausola che  vieta l'imposta sul reddito se non applicata in modo proporzionale agli Stati federati in ragione della loro popolazione. Per la Sezione 3, l'Articolo V spiega che nessuno Stato, senza il proprio consenso, potrà essere privato della sua eguale rappresentanza in Senato; questa esenzione non ha limiti temporali e potrebbe essere rimossa dato che l'Articolo V che la contiene non protegge esplicitamente né se stesso, né l'esenzione, da un futuro emendamento che possa rimuoverla.

### Esplicative
1. ↑  In sostanza, non c'è esplicitamente scritto nel testo dell'Articolo V che, ad esempio, «questo Articolo non può essere modificato» o in riferimento all'esenzione  che «questa esenzione non può essere modificata».

### Fonti
1. 1 2 3 4 5  (EN) Article V, su Constitution Annotated. URL consultato il 9 marzo 2022.
2. ↑  (EN) Constitutional Amendment Process, su National Archives and Records Administration. URL consultato il 9 marzo 2022.
3. ↑  (EN) Inside the Conservative Push for States to Amend the Constitution, su The New York Times, 22 agosto 2016. URL consultato il 9 marzo 2022 (archiviato dall'url originale il 2 luglio 2021).
4. ↑  (EN) Lynn A. Baker, Samuel H. Dinkin, The Senate: An Institution Whose Time Has Gone? (PDF), in Journal of Law & Politics, vol. 13, University of Texas at Austin School of Law, 1997,  p. 21. URL consultato il 9 marzo 2022.